# Altes Rathaus Allenstein

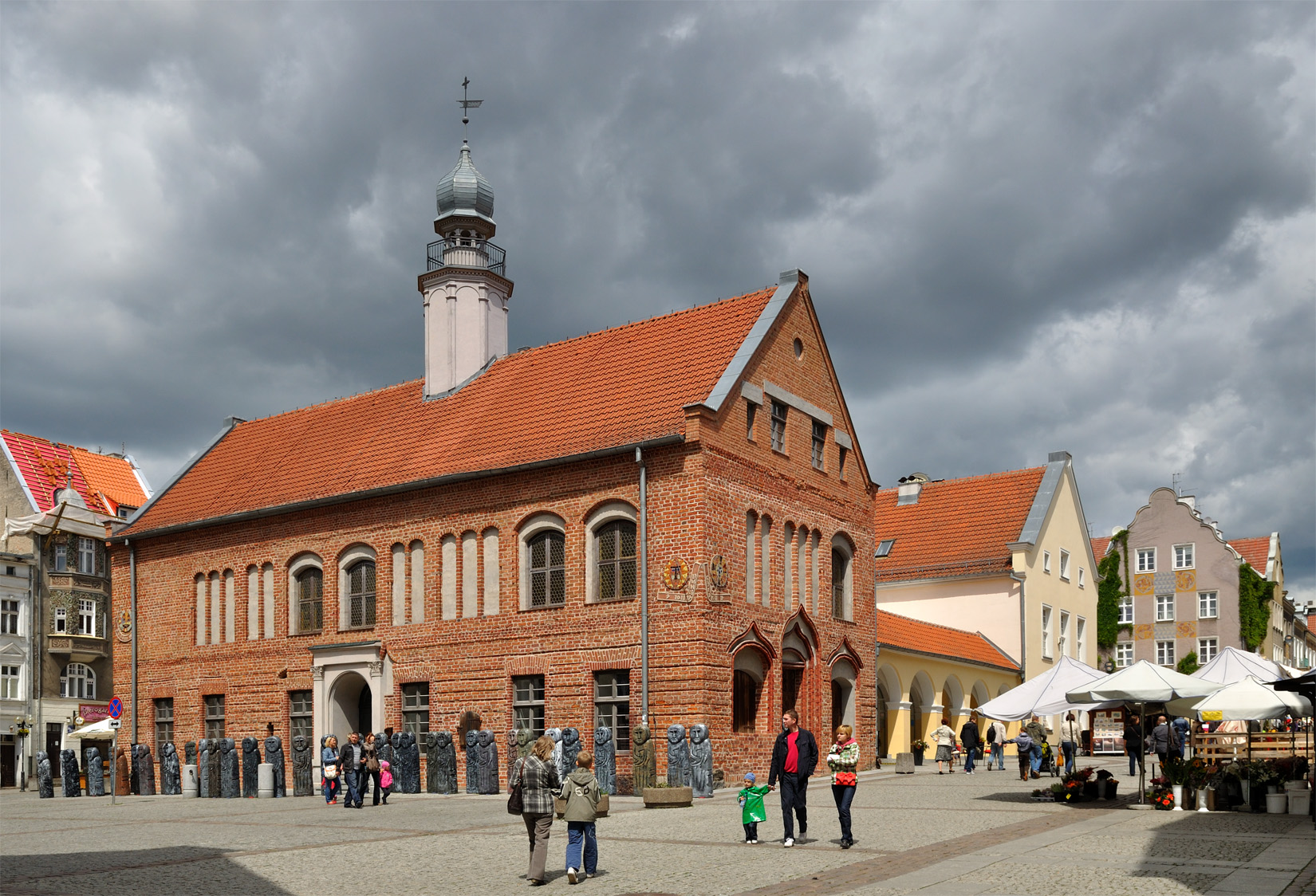
Rathaus Allenstein

Das Rathaus Allenstein (polnisch Stary Ratusz w Olsztynie) ist das alte Rathaus der Stadt Olsztyn in der polnischen Woiwodschaft Ermland-Masuren aus der Preußenzeit. Bemerkenswert ist die reiche Außengliederung durch Blenden sowie die Bekrönung der Fenster und Portale durch Kiel- und Segmentbögen.

## Geschichte
Der Bau datiert vom Anfang des 16. Jahrhunderts. Die architektonischen Details eines Kielbogens, kombiniert mit Segment- und Rundbogen, sprechen für eine Bauzeit zum Ende des Mittelalters.
In den Jahren 1623/24 wurde der Bau nach einem Stadtbrand wiedererrichtet und dabei um 2,5 m nach Westen verlängert. Ein Umbau erfolgte 1767–70, der Dachreiter stammt von 1852. In den Jahren 1927/28 wurden neue Flügelbauten nach Norden angefügt.
Durch Kriegseinwirkung 1945 ausgebrannt, wurde der Bau, nunmehr unter polnischer Verwaltung, 1949 restauriert.

## Bauwerk
Das Rathaus ist ein längsrechteckiger Saalgeschossbau von 22 m Länge und 10,15 m Breite mit Keller und Dachreiter, wobei die Fundamente aus Feldstein und das aufgehende Mauerwerk aus Backstein im gotischen Verband sind. Das Erdgeschoss hat nach Süden und Osten Portale, wobei das östliche Portal von einem Segment- und zwei Eselsrückenbogen überfangen ist. Das nur fragmentarisch erhaltene Südportal hat einen Kielbogenabschluss.
Die Fassade des Hauptgeschosses ist durch große Segmentbogenfenster und schmale Rundbogenblenden gegliedert. Wie üblich im Preußenland, hat das Rathaus einen Dachreiter, in dem die Ratsglocke aufgehängt war.